# 親衛隊第28師
「党卫队第28“瓦隆”志愿装甲掷弹兵师（德语：28. SS-Freiwilligen-Panzergrenadier-Division „Wallonien“）是纳粹德国武装党卫队的一个步兵师，由比利时讲法语地区的瓦隆志愿者组成。该部队最初为“瓦隆志愿军团”（法语：Légion Wallonie），最早隶属于德国国防军指挥体系，参加对苏联作战。1943年，该部队转编入武装党卫队，成为“党卫队第5突击旅（瓦隆）”（德语：5. SS-Sturmbrigade „Wallonien“），并于1944年底扩编为第28志愿装甲掷弹兵师。
1945年3月，该师在东线作战中遭受重大损失，残余部队被编入维斯瓦河集团军群作为补充兵力，该师随后解编。
注意：本单位常被误称为来自所谓“瓦隆集团军”，但“瓦隆集团军”并非真实存在的德军单位，实际应为“瓦隆志愿军团”逐步扩编而成。